# Tosaint Ricketts
Tosaint Antony Ricketts (* 6. August 1987 in Edmonton, Alberta) ist ein kanadischer ehemaliger Fußballspieler jamaikanischer Abstammung auf der Position eines Stürmers. Er spielte auch 61 mal für die kanadische Fußballnationalmannschaft.

## Vereinskarriere

### Karrierebeginn in Kanada
Ricketts wurde als Sohn eines aus Jamaika ausgewanderten Paares in Edmonton in Alberta geboren. Durch seinen älteren Bruder Kirk, der unter anderem von 1999 bis 2001 wenig erfolgreich im Herrenfußballteam der Sportabteilung der University of Memphis aktiv war, kam Tosaint Ricketts zum Fußballsport, spielte in seiner Jugend aber auch Basketball. Seine aktive Vereinskarriere begann Ricketts schließlich bei den lokalen Jugendausbildungsvereinen Edmonton Juventus und South West Sting, wo er auch parallel zu seiner High-School-Zeit eingesetzt wurde. Zu diesem Zeitpunkt besuchte er die St. Francis Xavier High School in seiner Heimatstadt Edmonton, wo er auch dem schuleigenen Fußballteam angehörte und mit diesem einige Jahre erfolgreich war. Nach seiner Zeit an der High School wurde der jamaikanischstämmige Ricketts von der University of Wisconsin–Green Bay, kurz UW–Green Bay, aufgenommen. Dort etablierte sich der ausgebildete Stürmer rasch zu einem der besten Torschützen der gesamten Mannschaft. So stand er im Jahre 2005 mit neun Punkten als Zweitplatzierter in der teaminternen Scorerliste und konnte diese Leistung 2006 wiederholen, wo er gar 17 Scorerpunkte erreichte. Zudem wurde er in diesem Jahr ins „All-Horizon-League-Second-Team“ und ins „All-Tournament-Team“ gewählt und bekam im Folgejahr außerdem noch eine Einberufung in den Juniorenkader Kanadas, mit dem er noch im gleichen Jahr an der Junioren-WM im eigenen Land teilnahm. In diesem Jahr wurde er während seiner Zeit an der Universität in zahlreichen Partien eingesetzt und erzielte dabei sechs Tore, von denen gleich fünf spielentscheidend waren. Wahlen ins „All-Horizon-League-First-Team“ und ins „All-Tournament-Team“ waren der Lohn für die Leistungen, die Ricketts in dieser Saison vollbrachte. Am Ende des Jahres beendete er sein Studium der Betriebswirtschaftslehre und verließ somit die Universität und die angeschlossene Sportabteilung.

### Comeback in Finnland
Danach blieb der jamaikanischstämmige Stürmer beinahe zwei Jahre ohne nennenswerte Vereinsstation, ehe es ihn nach Finnland zog, wo er beim dortigen Erstligisten Myllykosken Pallo -47 überzeugen konnte. Dort wurde er Anfang März 2009 aufgenommen und erhielt die Rückennummer 14. Während seiner Zeit an der University-Preparatory School galt Ricketts als einer der schnellsten Kurzstreckenläufer von Alberta, was wiederum auch für seine Karriere als Fußballspieler sehr hilfreich war. So wurde er auch von seinem dortigen Trainer und den Verantwortlichen des finnischen Klubs für seine Schnelligkeit gelobt. Nachdem er bereits in den Testspielen von seiner Qualität gezeigt hatte, fand er relativ rasch den Weg als einer der Stammspieler in die Mannschaft. Sein Profidebüt gab Ricketts schließlich am 2. Mai 2009 in einem 0:0-Heimremis gegen den Inter Turku, als er in Minute 66 für den offensivstarken Defensivspieler Ilari Äijälä eingewechselt wurde und im gleichen Spiel ein Tor erzielte, das allerdings wegen eines Abseits nicht gegeben wurde. Zu seinem ersten Treffer kam er allerdings bald darauf, als er den spielentscheidenden Treffer zum 1:0-Sieg über HJK Helsinki erzielte; die Vorlage steuerte dabei Toni Lindberg bei. Über die gesamte Saison 2009 hinweg brachte es Ricketts auf 16 Meisterschaftseinsätze, in denen er fünf Treffer erzielte. Obgleich er mit der Mannschaft nur auf dem neunten Tabellenplatz rangierte und damit von der Tabellenspitze recht weit abgeschlagen war, schaffte er es mit der Mannschaft über die Fair-Play-Wertung in die 1. Qualifikationsrunde zur UEFA Europa League 2010/11. Dort triumphierte Ricketts schließlich deutlich auf und schaffte es mit der Mannschaft vor allem durch seine Mithilfe bis in die 3. Qualifikationsrunde des Bewerbs, wo man schließlich dem FC Timișoara aus Rumänien knapp mit 4:5 aus Hin- und Rückspiel unterlegen war und so ein Weiterkommen im laufenden Bewerb scheiterte.
Für den jungen Kanadier persönlich lief die Qualifikationsphase allerdings nach Maß. Nachdem er am 1. Juli 2010 im Hinspiel der ersten Quali-Runde gegen den JK Trans Narva noch ohne Torerfolg 90 Minuten hinter sich brachte, war er im späteren 5:0-Rückspielsieg bereits einmal als Torschütze erfolgreich. Auch bei den klaren Erfolgen über UE Sant Julià, wo Ricketts allerdings nur in einer Begegnung eingesetzt wurde, war er zum wiederholten Male als Torschütze erfolgreich. Besondere Leistungen brachte er schließlich in der 3. Quali-Runde, wo die Mannschaft auf den FC Timișoara traf. Während er bei der 1:2-Niederlage im Hinspiel das einzige Tor seiner Mannschaft erzielte, war er beim nachfolgenden 3:3-Remis im Rückspiel gleich zwei Mal als Torschütze erfolgreich. Dennoch schied er mit der Mannschaft mit einem Gesamtscore von 4:5 vom laufenden Wettbewerb aus. Parallel dazu war Ricketts auch in der Liga als Offensivkraft und Goalgetter erfolgreich. Dabei gelangen ihm bis zum Ende des Spieljahres 2010 vier Treffer und zwei Assists in 24 Ligaauftritten. Mit der Mannschaft schaffte er es allerdings abermals nicht vom neunten Tabellenplatz weg und stand noch dazu in der dicht gestaffelten Tabelle für längere Zeit im Abstiegskampf. Nachdem er noch im September 2009 seinen Vertrag bei MYPA verlängert hatte, verließ er den Verein noch während des Jahres 2010.

### Zeit beim FC Timișoara
Zuvor noch bis Oktober 2010 mit MYPA im Einsatz, verließ er den Verein bereits im darauffolgenden Monat in Richtung Rumänien, wo er dem rumänischen Erstligist FC Timișoara aufgrund seiner Leistung während der UEFA Europa League, in der er bei fünf Einsätzen ebenso viele Treffer erzielte, aufgefallen war. Bei den Rumänen unterschrieb er daraufhin einen Vertrag mit einer Laufzeit von drei Jahren und erhielt zudem die Rückennummer 87, sein Geburtsjahr. Sein Ligadebüt für den rumänischen Klub gab er schließlich erst über zwei Monate nach seiner Vertragsunterzeichnung. Dabei kam er am 26. Februar 2011 beim 3:1-Erfolg über Gaz Metan Mediaș in der 72. Spielminute für den slowakischen Internationalen Marián Čišovský auf den Rasen. Bereits bei seinem zweiten Ligaeinsatz, einem 2:1-Auswärtssieg über den CFR Cluj, erzielte er sein erstes Tor für die Rumänen, als er in der 71. Minute für Ovidiu Burcă eingewechselt wurde und in der 78. Minute zum 2:1-Sieg seines Teams traf. Am Ende seiner ersten Saison holte Ricketts mit dem FC Timișoara zwar die Vizemeisterschaft hinter Oțelul Galați, stieg jedoch wegen chronischer Überschuldung des Vereins zwangsweise in die Liga II ab. Obwohl ihm in der darauffolgenden Spielzeit mit dem Team der sportliche Wiederaufstieg gelang, blieb dem FC Timișoara aufgrund der anhaltenden finanziellen Schwierigkeiten die Lizenz für die Liga 1 versagt. In diesem Zusammenhang erhielt Ricketts auch monatelang kein Gehalt mehr, sodass er seinen bis 30. Juni 2013 datierten Vertrag vorzeitig kündigen konnte. Insgesamt kam der gebürtige Kanadier in 23 Ligapartien für den Verein aus der westrumänischen Stadt Timișoara zum Einsatz und erzielte sechs Tore.

### Türkei und Israel
Im Sommer 2013 wechselte er zum türkischen Zweitligisten Bucaspor. Im April 2014 löste er nach gegenseitigem Einvernehmen seinen Vertrag und verließ diesen Klub. Im Sommer 2014 verpflichtete ihn Hapoel Haifa. Zur Saison 2015/16 kehrte er in die türkische TFF 1. Lig zurück.

### Rückkehr nach Kanada
Zur Saison 2016 kehrte Ricketts in seine kanadische Heimat zurück und heuerte beim Toronto FC an. In der Major League Soccer kam er meist als Einwechselspieler zum Zuge. Er erreichte mit seiner Mannschaft das Finale, nachdem er im Halbfinale den entscheidenden Treffer in der Verlängerung gegen Montreal Impact hatte beisteuern können. Im Endspiel gegen Seattle Sounders FC wurde er in der Verlängerung eingewechselt und kam im letztendlich verlorenen Elfmeterschießen nicht zum Einsatz.

## Nationalmannschaftskarriere
Seine eigentliche Karriere in den Nachwuchsnationalteams von Kanada begann für Ricketts bereits in seiner High-School-Zeit, als er als 15-Jähriger ins U-17-Nationalteam seines Heimatlandes geholt wurde. Nachdem er aber zumeist nur mittrainieren durfte und dabei nur wenig Aussichten auf einen Einsatz geschweige denn eine Etablierung in der Mannschaft hatte, kam Ricketts nur zu einem inoffiziellen Länderspiel für die U-17-Auswahl. Diesen hatte er am 20. Juli 2004 bei einem Testspiel gegen eine Auswahl der USA, wo er über eine Halbzeit eingesetzt wurde und dabei auch einen Treffer erzielte. Nach nur wenig Spielpraxis, die er mit der U-17-Auswahl sammelte, kam er bereits im Folgejahr in den Juniorenkader Kanadas. Dabei kam er als knapp 18-Jähriger im Juli 2005 in zwei inoffiziellen Länderspielen zum Einsatz, in denen er allerdings torlos blieb. Einen weiteren jedoch inoffiziellen Einsatz konnte er schließlich auch Ende Februar 2007 verzeichnen, als er bei einem Testspiel gegen das Team der Lynn University die zwei Tore seines Teams erzielte, die zum 2:1-Sieg über die US-amerikanische Collegemannschaft führten. Etwa einen Monat später gab Ricketts schließlich sein offizielles U-20-Länderspieldebüt, als er bei einem 3:1-Freundschaftsspielsieg gegen Schottland zwei Treffer für sein Heimatland beisteuerte, obwohl er selbst nur für lediglich 28 Minuten am Rasen stand. Bis Juni 2007 kam er so noch in weiteren fünf Begegnungen zum Einsatz und erzielte dabei bei einem 4:0-Erfolg über die Alterskollegen aus den USA einen Hattrick.
Aufgrund seiner Leistung wurde er schließlich vom langjährigen Junioren-Nationaltrainer Dale Mitchell in den 21-Mann-Kader Kanadas berufen, der im gleichen Jahr an der Junioren-WM im eigenen Land teilnehmen sollte. Ricketts wurde dabei in allen drei Begegnungen seines Teams eingesetzt, konnte sich aber mit der Mannschaft nicht wirklich durchsetzten und schied so bereits in der Gruppenphase punkte- und torlos von der Weltmeisterschaft aus. Für den Stürmer, der bald darauf seinen 20. Geburtstag feierte, war dies auch sein letzter Auftritt in der Junioren-Nationalelf seines Heimatlandes. Bereits im darauffolgenden März wurde Ricketts erstmals in der U-23-Auswahl Kanadas eingesetzt, wobei er anfangs nur in zwei inoffiziellen Partien zum Einsatz kam. Dabei gelang ihm in einer Begegnung unter anderem auch ein Doppelpack. Sein offizielles Debüt für die U-23 gab er danach eine knappe Woche später, als er im Kader stand, der an der CONCACAF-Qualifikation für das Fußballturnier bei den Olympischen Sommerspielen 2008 teilnahm. Dabei wurde er noch in diesem Monat in insgesamt fünf Begegnungen eingesetzt, wo ihm unter anderem ein Doppelpack im Spiel gegen Guatemala (5:0) gelang. Anzumerken ist, dass Ricketts in all seinen inoffiziellen Spielen (sechs verzeichnete Spiele) jedes Mal als Sieger vom Platz ging.
Nachdem er bereits während seiner Zeit in Finnland auf sich aufmerksam machte und schließlich auch den Sprung ins rumänische Oberhaus geschafft hatte, wurde Ricketts erstmals mit einem Platz in der A-Nationalmannschaft Kanadas berücksichtigt. Im freundschaftlichen Länderspiel gegen Griechenland, in dem neben Ricketts auch noch die Spieler Milan Bjoran und David Edgar debütierten, wurde der als Mittelstürmer ausgebildete Ricketts in der 78. Minute für Josh Simpson eingewechselt; das Spiel endete in einer 0:1-Niederlage der Kanadier. Im Spiel gegen Ecuador am 2. Juni 2011 konnte er mit dem Ausgleich in der letzten Spielminute sein erstes Tor erzielen.